# 조호리산
조호리산(調虎離山)은 “호랑이를 산에서 떨어뜨려 놓는다”는 뜻으로, 삼십육계 중 제15계이다.
《손자병법》에서 성을 공격하는 것은 하책이다 라고 한 것처럼, 적이 유리한 지형으로 가서 싸우는 것은 스스로 패배를 자초하는 어리석은 짓이다. 이런 경우 적을 거점에서 유인해내 아군이 유리한 지형에서 싸우는 것이 바람직하다.

## 사례
한나라 말기 강족이 반란을 일으켜 서량 무도 일대를 휩쓸었다. 진압을 위해 파견된 우후(虞詡)는 강족의 대군에게 막혀 진군을 멈췄다. 그러자 우후는 조정에 상주해 증원을 요청하고 증원이 도착하면 출발한다고 선전했다. 강족은 이것을 듣고 대군으 미리도를 풀고 분산되어 더욱 노략질을 하고 다녔다. 적당한 때를 가늠해 우후는 무도를 향해 행군을 재개했다. 증원 따위는 실제로 오지 않았찌만 머물 때마다 솥을 설치하기 위한 구덩이를 더 많이 파도록 했다. 강족은 진지 터의 솥의 개수를 짚어 증원부대가 속속 도착해 병력이 증가하고 있는 것이라 믿고 공격을 하지 않았다. 우후는 감쪽같이 무도에 입성하는 데 성공하여 강족의 반란군을 격파했다.
정형 전투 때 한신은 조나라 요새를 공격할 때 강을 뒤에 두고 포진해 적을 요새에서 끌어냈다. 이것이 후세에 유명한 배수진이다. 한신은 병사들에게 물러나면 강에 빠져 죽게 된다고 생각하는 것으로 필사의 힘을 이끌어 조군의 공격을 막아내고, 그 틈에 분견대를 이용해 요새를 점령했다. 그러나 본래 스스로 퇴로를 끊는 것은 어리석은 짓이며, 죽음의 공포로 인해 전투력이 상승하는 것도 한순간에 지나지 않는다. 한신의 배수진에서 정말 중요한 것은 배수진을 미끼로 조군이 자신들에게 유리한 요새에서 나와 야전에 돌입하도록 만든 점이다. 요새라는 산에서 조군이라는 호랑이를 끌어냄으로써 한신은 전투에서 승리했다.